# Retriver
Retriver je vrsta lovačkog psa koji izvlači plijen za lovca, a da pritom ne oštete plijen. Iako i španijeli i neki pointeri nemaju problema s ispunjavanjem ove zadaće (aportiranje uz mogućnost ispadanja iz usta), a mnogi su retriveri dobri u pronalaženju plijena (primarni posao španijela i pointera), ono po čemu se retriveri razlikuju od ostalih lovačkih pasa je izvlačenje plijena, bez oštećenja. Retriveri, dakle, imaju meka usta i veliku želju za ugađanjem, učenjem i poslušnošću. Meka usta znače spremnost da se donese plijen bez ikakvih oštećenja. Tvrda usta su ozbiljna mana kod lovačkih pasa, koju je vrlo teško ispraviti. Pas s tvrdim ustima čini divljač ljutom ili u najgorem slučaju nejestivom.
Retriveri su prvenstveno uzgajani kako bi dohvatili ptice ili drugi plijen i vratili ih lovcu neozlijeđene. Osnovna im je funkcija neklizajuće izvlačenje. 
Spremnost retrivera da udovolji, strpljiva priroda i mogućnost dresure učinili su pasmine kao što su labrador retriver i zlatni retriver popularnima kao pasa pomagača za osobe s invaliditetom. Primarno se misli na labradore i zlatne retrivere, iako su i drugi retriveri dosta popularni. Izuzetna reputacija retrivera smjestila je i labradora i zlatnog retrivera među 10 najboljih pasa za djecu i obitelji diljem svijeta.
Prosječan životni vijek retrivera je oko 10-12 godina. Neki mogu živjeti i do 15 godina.

## Pasmine retrivera
- Zlatni retriver
- Labrador retriver
- Retriver zaljeva Chesapeake
- Kovrčavi retriver
- Ravnodlaki retriver
- Kanadski retriver (Novoškotski retriver lovac na patke)

## Galerija
- Retriver zaljeva Chesapeake
- Zlatni retriver
- Kanadski retriver (Novoškotski retriver lovac na patke)
- Kovrčavi retriver